# Herbert Munk
Herbert Munk (* 26. Juni 1875 in Berlin; † 19. April 1953 in Lugano) war ein deutscher Philatelist und Autor.

## Leben
Munk wurde als Sohn des Berliner Architekten Paul Munk geboren. In Berlin, München und Göttingen studierte er Philosophie und Psychologie. Im Jahr 1900 promovierte er an der Universität Göttingen unter Georg Elias Müller mit einer Dissertation namens „Die Erscheinungen bei kurzer Reizung des Sehorgans“ (Datum der mündlichen Prüfung: 11. Mai 1900).
Er war Verfasser eines großen Anteils des Kohl-Briefmarken-Handbuches. Des Weiteren war er Präsident des Fachausschusses der Union der Deutschen Philatelisten-Vereine und internationaler philatelistischer Juror vor dem Ersten Weltkrieg.
Munk verließ Deutschland vor dem Ausbruch des Krieges und setzte seine philatelistische Arbeit in der Schweiz fort. Rund 120 Jahre nach Herausgabe der Rayon Marken war es immer noch nicht möglich, die verschiedenen Drucksteine, also die verschiedenen Auflagen dieser Marken, voneinander gültig und richtig zu unterscheiden. Man versuchte es, indem man nach Farben trennte, aber das erwies sich als wenig präzise. Während des Zweiten Weltkrieges befasste sich Herbert Munk mit der Erforschung dieser Ausgaben, die alle beim Lithografen Carl Durheim in Bern hergestellt worden waren. Munk erforschte die Unterscheidung der verschiedenen Auflagen anhand der Drucksteine. Den ersten Druckstein benannte er A1.

## Ehrungen und Auszeichnungen
Für das Kohl-Handbuch wurde er und J. B. Seymour mit dem Sieger-Preis von 1930, für die beste philatelistische Arbeit der deutschen Sprache ausgezeichnet. Er erhielt die Lindenberg-Medaille im Jahr 1925 und sein Name wurde in die Roll of Distinguished Philatelists 1932 in Torquay hinzugefügt. Im Jahr 1936 erhielt er die Crawford-Medaille der Royal Philatelic Society London. Er wurde in die American Philatelic Society Hall of Fame aufgenommen und wurde zum Ehrenmitglied des Collectors Club of New York im Jahr 1949.

## Mitgliedschaften
- Berliner Philatelisten Klub, seit 1913
- Fellow of the Royal Philatelic Society London
- Académie der Philatélie

## Ausgewählte Publikationen
- Kohl-Briefmarken-Handbuch als Herausgeber und Hauptautor der 11. Ausgabe 1923 bis 1936, von A bis Italien
- Neue Wege zur Erforschung der eidgenössischen Ausgaben 1850 ff. im Kreuzmuster 1941
- Allerlei Neues über Locale und Ortspost. 1951